# Красилівський агрегатний завод
Красилівський агрегатний завод (КАЗ) — державне підприємство оборонно-промислового комплексу України.
Входить до переліку підприємств, які мають стратегічне значення для економіки та безпеки України.

## Історія
Підприємство було створене у вересні 1968 року відповідно до розпорядження міністерства авіаційної промисловості СРСР.
Основним напрямком діяльності заводу було виготовлення виробів для авіатехніки (приладів для підвіски та пуску ракет, балкових тримачів для підвіски й скидання з примусовим відділенням вантажу й ін.).
В 2000 році на підприємстві розпочалася розробка конструкції паливного котла, а в травні 2001 року заводом було вироблено перший зразок котла «Вулкан».
12 липня 2001 року уряд України прийняв закон про державну підтримку підприємств авіабудівної галузі України, до переліку підприємств було включено завод.
Станом на початок 2008 року, основною продукцією заводу були:
- балковий тримач БДЗ-УСК-Б[1]
- замок ДЗ-УМ[1]
- замок ДЕРЗ-54-Д[1]
- пусковий прилад АПУ-470[1]
- пусковий прилад О-25Л[1]
- уніфікований контейнер КМГУ-2[1]

Крім того, на підприємстві було налагоджено виробництво цивільного призначення (газові котли, лічильники газу й ін.).
Після створення в грудні 2010 року державного концерну «Укроборонпром», в 2011 році завод було включено до його складу.
До 2011 року завод налагодив виробництво акумулятивних водонагрівачів з системою сонячного теплопостачання для споживачів у сільській місцевості
В жовтні 2014 року підприємство налагодило виготовлення твердопаливних котлів «Міцний горішок».
У вересні 2015 року було оголошено про підписання контракту на виготовлення дослідної партії автоматів «Малюк», виробництво яких планується організувати на Красилівському агрегатному заводі. Станом на початок лютого 2016 року, підготовка до виробництва автоматів продовжувалася.
В 2016 році завод модернізував виробництво — було встановлено 4 нових верстати. 2016 рік завод завершив з чистим прибутком розміром більше 250 млн гривень й виплатив до державного бюджету більше 30 млн гривень податків і відрахувань.

## Персоналії
- Побережний Артур Володимирович — головний інженер Красилівського агрегатного заводу[11].